# Escharoides custodis
Escharoides custodis är en mossdjursart som beskrevs av Florence, Hayward och Gibbons 2007. Escharoides custodis ingår i släktet Escharoides och familjen Exochellidae. Inga underarter finns listade i Catalogue of Life.